# Veoma-dugačak-lanac (3R)-3-hidroksiacil-(acil-nosilac protein) dehidrataza
Veoma-dugačak-lanac (3)-3-hidroksiacil-(acil-nosilac protein) dehidrataza (EC 4.2.1.134, PHS1 (gen), PAS2 (gen)) je enzim sa sistematskim imenom veoma-dugačak-lanac (3)-3-hidroksiacil-(acil-nosilac protein) hidrolijaza. Ovaj enzim katalizuje sledeću hemijsku reakciju
veoma-dugačak-lanac (3)-3-hidroksiacil-[acil-nosilac protein] {\displaystyle \rightleftharpoons } veoma-dugačak-lanac trans-2,3-dehidroacil-[acil-nosilac protein] + 2O
Ovaj enzim je komponenta elongaze, mikrozomalnog proteinskog kompleksa odgovornog za produžavanje palmitoil-KoA i stearoil-KoA do acil KoA veoma dugačkog lanca.

## Literatura
- Nicholas C. Price; Lewis Stevens (1999). Fundamentals of Enzymology: The Cell and Molecular Biology of Catalytic Proteins (Third изд.). USA: Oxford University Press. ISBN 019850229X.
- Eric J. Toone (2006). Advances in Enzymology and Related Areas of Molecular Biology, Protein Evolution (Volume 75 изд.). Wiley-Interscience. ISBN 0471205036.
- Branden C; Tooze J. Introduction to Protein Structure. New York, NY: Garland Publishing. ISBN 0-8153-2305-0.
- Irwin H. Segel. Enzyme Kinetics: Behavior and Analysis of Rapid Equilibrium and Steady-State Enzyme Systems (Book 44 изд.). Wiley Classics Library. ISBN 0471303097.

## Spoljašnje veze
- Very-long-chain+(3R)-3-hydroxyacyl-(acyl-carrier+protein)+dehydratase на 